# Lego Marvel Super Heroes: Avengers Reassembled
Lego Marvel Super Heroes: Avengers Reassembled is een computergeanimeerde LEGO-film. In deze film komen verschillende Marvel Comicspersonages voor die een rol spelen in het verhaal. De film werd in de Verenigde Staten voor het eerst uitgezonden op Disney XD.

## Verhaal
The Avengers (Iron Man, Captain America, Thor, de Hulk, Black Widow, Hawkeye en Vision) hebben een feestje georganiseerd. Maar omdat Ultron niet is uitgenodigd, stuurt hij Yellowjacket op Iron Man af, die de controle van zijn pak overneemt. Captain America merkt dit en gaat kijken wat er aan de hand is. Tussen The Avengers en Ultron breekt een gevecht uit.

## Rolverdeling
| Personage                 | Engelse stem                   | Nederlandse stem      |
| ------------------------- | ------------------------------ | --------------------- |
| Iron Man                  | Mick Wingert                   | Jim de Groot          |
| Captain America           | Roger Craig Smith              | Ruben Lürsen          |
| Thor                      | Travis Willingham              | Roberto de Groot      |
| Hulk                      | Fred Tatasciore                | Paul Klooté           |
| Black Widow               | Laura Bailey                   | Meghna Kumar          |
| Hawkeye                   | Troy Baker                     | Martin van der Starre |
| Vision                    | John Paul Karliak/J.P. Karliak | Frans Limburg         |
| Ultron                    | Jim Meskimen                   | Finn Poncin           |
| Ant-Man                   | Grant George                   | Jelle Amersfoort      |
| Amadeus Cho/Iron Spider   | Eric Bauza                     | Trevor Reekers        |
| Darren Cross/Yellowjacket | Travis Willingham              | Daan van Rijssel      |
| Spider-Man                | Benjamin Diskin                | Guido Spek            |
| Falcon                    | Bumper Robinson                | Ivo Chundro           |
| Baron Strucker            | John Paul Karliak/J.P. Karliak | Ewout Eggink          |